# Pierre Trần Thanh Chung
Pierre Trần Thanh Chung (ur. 10 listopada 1927 w Đà Nẵng, zm. 10 września 2023) – wietnamski duchowny rzymskokatolicki, w latach 1995–2003 biskup Kon Tum.

## Życiorys
Święcenia kapłańskie przyjął 25 maja 1955. 26 marca 1981 został prekonizowany biskupem koadiutorem Kon Tum. Sakrę biskupią otrzymał 22 listopada 1981. 8 kwietnia 1995 objął urząd biskupa diecezjalnego. 16 lipca 2003 przeszedł na emeryturę.